# Математика инков

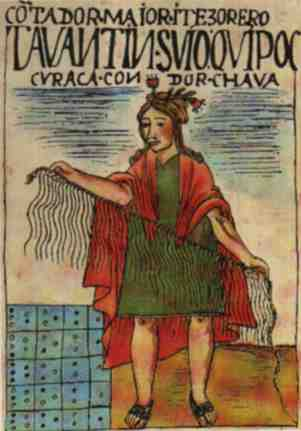
Кипукамайок из книги Гуамана Пома де Айяла «Первая Новая Хроника и Доброе Правление». Слева у ног кипукамайока — юпана, содержащая вычисления священного числа для песни «Сумак Ньюста» (в оригинале рукописи рисунок не цветной, а чёрно-белый; раскраска — современная).

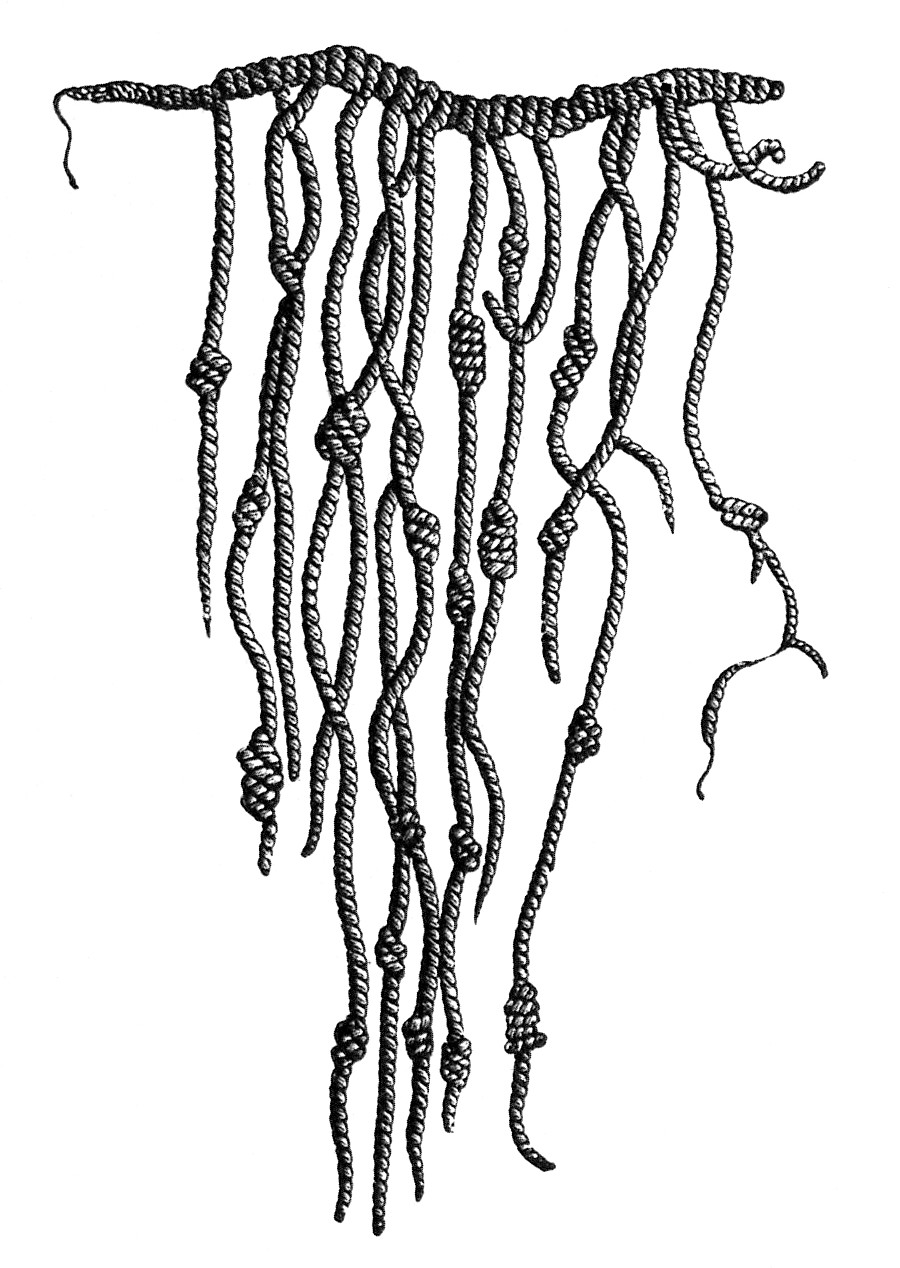
Кипу инков

Математика инков — система воззрений жителей Андского региона Южной Америки, проживавших в Империи инков. Ведение подсчётов и вычислений осуществлялось на счётном устройстве юпана (существовало несколько разновидностей), хранение и воспроизведение — в кипу. Кипу также служило для статистического сбора информации (как правило, это были большие объёмы числовых данных похожие на двоичную систему, имеющую 128 вариаций) и было равнозначно европейскому нотариальному акту. Кипу сберегалось в хранилищах, с приставленным штатом государственных чиновников — камайоков. Вычисления также осуществляли инкские учёные (философы, астрологи, астрономы) — амаута (кечуа amauta — «мудрец»), учителя — йачачик, и поэты — «аравеки». Обучение велось в школах для детей знати и чиновников — ячайваси («дом знания»). Подобием университета была главная школа в столице империи — Куско. Почётным именем у инков было — Юпанки, восходящее к слову «вычислять»; такое имя носили некоторые правители: например, Пачакутек Юпанки — великий реформатор, завоеватель и первый исторически достоверный правитель у инков.
Математика инков вобрала в себя изобретения двух с половиной тысячелетий существования всех предшествующих цивилизаций Перу: Чавин ( 800—200 до н. э.), Паракас (кипу, ткацкое дело — 800 до н. э. — 200 н. э.), Тиауанако (500 до н. э. — 1000 н. э.), Наска (300 до н. э. — 800 н. э.), Моче (100—700), Уари (знаки токапу — 500—800), Сикан (700—1300), Чиму (1000—1500) и многих других. Время и место изобретения юпаны пока в точности неизвестны.
Основные сведения сохранились в книгах «Подлинные комментарии» (1609) Гарсиласо де ла Веги и «Exsul Immeritus Blas Valera Populo Suo» Бласа Валера (1618).

## Пятеричная и десятичная системы счисления
В исторических хрониках XVI—XVII ст. в основном говорится о десятичной системе с основой на 100, существовавшей у инков и которая, например, применялась в подчинении семей определённым государственным чиновникам. Однако ряд этноисторических источников говорит об объединении десятичной системы исчисления с пятеричной. В целом государство и общество выглядело при этом следующим образом:
• Тавантинсуйу — империя во главе с Сапа Инкой, Королевским Советом, инспекторами, размещавшимися в Куско. Империя номинально охраняла пачака уну («1 000 000»).
• Суйу («часть») составлялась из нескольких уну (и, соответственно, вамани), имела главой — правителя Суйуйук Апу, который во времена инков заботился о 100 тыс. семей. Пакаримок — местный король или правитель (в доинские времена). Имел в подчинении 100 тыс. семей.
• Вамани-провинция с токрикуком, правителем провинции, главой 40 000 семей. «Ваманин апу» — капитан местного короля[32].
• Уну камайук («десять тысяч»), или Уну Апу — курака высшего ранга, глава 10 000 семей.
• Пичка варанка камайук («пять тысяч») — глава 5000 семей, возможно, заместитель Уну Апу.
• Варанка камайук («одна тысяча»), или куракаваранка — курака среднего ранга, надзиратель, глава 1000 семей, налогоплательщик.
• Пичка пачака камайук («пятьсот») — надзиратель, глава 500 семей, возможно, заместитель куракаваранки.
• Пачака камайук («сотня»), или пачакакурака, камачикук — курака нижнего ранга, представитель местной власти, надзиратель, глава 100 семей, налогоплательщик.
• Пичка чунка камайук («пятьдесят»), камачикук — надзиратель, глава 50 семей, возможно, заместитель пачакакураки.
• Чунка камайук («десять»), камачикук — надзиратель айлью, представитель местной власти, глава 10 семей.
• Пичка камайук («пять»), камачикук — надзиратель, глава 5 семей, возможно, заместитель, чункакамайука.
• Пурик, пурех — глава 1 семьи, налогоплательщик.
Подтверждение десятичной системе можно найти в сведениях хронистов об узлах в числовых кипу, формировавшихся позиционно в вертикальной плоскости снизу вверх по верёвке: единицы, десятки, сотни, и т. д..

### В современном кечуа
В современном кусканском варианте языка кечуа используется десятичная система:
| Числа | Кечуа   | Числа | Кечуа               | Числа     | Кечуа          |
| ----- | ------- | ----- | ------------------- | --------- | -------------- |
| 1     | Huk     | 11    | Chunka hukniyuq     | 30        | Kimsa chunka   |
| 2     | Iskay   | 12    | Chunka iskayniyuq   | 40        | Tawa chunka    |
| 3     | Kimsa   | 13    | Chunka kimsayuq     | 50        | Pisqa chunka   |
| 4     | Tawa    | 14    | Chunka tawayuq      | 60        | Suqta chunka   |
| 5     | Pisqa   | 15    | Chunka pisqayuq     | 70        | Qanchis chunka |
| 6     | Suqta   | 16    | Chunka suqtayuq     | 80        | Pusaq chunka   |
| 7     | Qanchis | 17    | Chunka qanchisniyuq | 90        | Isqun chunka   |
| 8     | Pusaq   | 18    | Chunka pusaqniyuq   | 100       | Pachak         |
| 9     | Isqun   | 19    | Chunka isqunniyuq   | 1000      | Waranqa        |
| 10    | Chunka  | 20    | Iskay chunka        | 1 000 000 | Hunu           |

### Ноль
В империи инков Тауантинсуйу для записи числовой информации использовалась узелковая система кипу, основанная на позиционной десятичной системе счисления. Цифры от 1 до 9 обозначались узелками определённого вида, ноль — пропуском узелка в нужной позиции. В современном языке ноль обозначается словом кечуа ch'usaq (букв. «отсутствующий», «пустой»), однако то, какое слово использовалось инками для обозначения нуля при чтении кипу, пока неясно, поскольку, например, в одних из первых кечуа-испанских (Диего Гонсалес Ольгин, 1608) словарях и первом аймара-испанском (Лудовико Бертонио, 1612) не было соответствия для испанского «cero» — «ноль».
В Старом Свете (в Европе и Индии) отсутствие названия для нуля косвенно свидетельствовала об использовании счёт, где пропуск числового значения или отсутствие числа не требовало применения для нуля особого названия. Поэтому предположить такую же ситуацию для Америки тоже возможно, к тому же у инков были счёты юпана.

## Обучение

### В школе

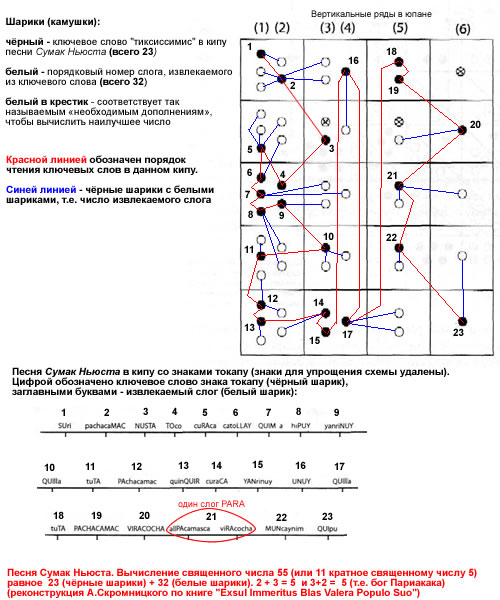
Юпана инков. Песня Сумак Ньюста. Дешифровка по книге «Exsul Immeritus Blas Valera Populo Suo», CLUEB, Болонья, 2007 (Схематическая реконструкция А.Скромницкого).

Одно из наиболее пространных сообщений об обучении в школах находится в книге «Подлинные комментарии» Инки Гарсиласо де ла Веги (1609):

[Валера] говорит, что [Инка Рока] был первым, кто создал школы в королевском городе Коско, чтобы амауты обучали достигнутым ими наукам принцев инки и других [юношей] королевской крови и знати его империи, [но] не с помощью письма (letras), которого у них не было, а путём практики и ежедневных повторений (uso cotidiano) и путём опыта, добиваясь, чтобы они знали ритуалы, заветы и церемонии своей ложной религии, чтобы они понимали смысл и обоснование своих законов и прав и знали бы их количество и подлинное толкование; чтобы они овладевали бы даром умения управлять и были бы более учтивыми и освоили бы самое высокое мастерство в военном искусстве; чтобы они познакомились с [понятием] времени и года и умели бы узнавать по узлам [кипу] истории и как их толковать; чтобы они умели говорить красиво и элегантно и умели бы воспитывать своих сыновей, управлять своими домами. Их обучали поэзии, музыке, философии и астрологии, во всем этом [тому] немногому, чего достигла каждая наука. Учителей они называли амаутами, что значит философ и ученый; они пользовались исключительным почтением.— Инка Гарсиласо де ла Вега. «История государства Инков», - Л., 1974, книга Четвёртая, Глава XIX, с. 231—232
Как писал в своей тетради «Exsul Immeritus Blas Valera Populo Suo» метис Блас Валера (1618), обучение математике в школах производилось следующим образом:

/стр.9v/[прояснить]В ячайваси, кроме ткачества и вышивки, королевским и знатным юношам преподавали изучение юпаны и кипу и их взаимосвязь; короче говоря, они устанавливали камушки и из камней составляли узлы, занимаясь и тем, и тем, и занося одно в другое и наоборот. Я изучил их в детстве и хотел напомнить это в рисунке, представленном в уже упомянутой «Новой Хронике».— Exsul immeritus blas valera populo suo e historia et rudimenta linguae piruanorum. Indios, gesuiti e spagnoli in due documenti segreti sul Perù del XVII secolo. A cura di L. Laurencich Minelli. — CLUEB, Bologna, 2007; p. 370
Использование вышеупомянутой юпаны было обязательным и непременным условием образования учеников. Правда, Валера не раскрыл характер арифметической системы в юпане, раскрыв лишь секрет сакрального характера вычислений на юпане для смыслового стихотворного кипу с песней Сумак Ньюста (представленной также в книге Гарсиласо де ла Веги «Подлинные комментарии» (1609)):

Я надеюсь, что эта моя работа когда-нибудь увидит свет и в ней можно заметить похожую доску; юпана показана [в той работе (то есть в «Новой Хронике» Гуамана Пома де Айяла)] под счетоводом. По некоторым причинам не удаётся письменно пояснить отличие арифметического приёма вышеупомянутых счёт, так же, как и народной песни Sumac Ñusta, который спрятан [в этой работе].

Ученик, который уже выучил на память Sumac Ñusta, получал задание заняться составлением песни при помощи кипу, наблюдая за 23 ключевыми словами; это — знаки, которые он сам же и ткал. Все это было началом; потом он высчитывал на юпане тридцать два белых шара, это — узлы и дополнения, которые он был должен составить, чтобы получить [нужные] слоги; последние служили для спряжения и склонения, а также для полного составления песни, завязанной в кипу; таким образом в шнурах он читал то, что было нужно сделать, дабы подтвердить, что числовой ключ состоял из двадцати трёх и из тридцати двух; так он занимался; и, вычисляя, путём умственной деятельности, становился аравеком [то есть поэтом]. Перья, вставленные в конечные кольца, определяли, какие линии были предназначены для осуществления операций; шнур, украшенный зелёным камушком, похожим на цилиндр указывает, что было нужно производить вычитание в горизонтальном порядке. Напротив, четвёртый и шестой шнур дважды определяют число ключевых слов. Такая операция была результатом нескольких лет обучения, поскольку в вышеуказанных счётах не может существовать позиции, а только классы единиц и десятков. Только в ячайваси так изучалась арифметика, стройность слогового кипу.

Итак, вышеприведённое вычисление таково: 87+37=124; 46+46=92; 124-92=32.

Как только было показано приемлемое числовое значение для составления Sumac Ñusta, ученик переходил к тому, чтобы завязывать её в королевском кипу.— Exsul immeritus blas valera populo suo e historia et rudimenta linguae piruanorum. — CLUEB, Bologna, 2007; p. 370-371

### В университете
О наличии у инков некоего подобия университета и разнообразии «письменности» имеются сведения у хрониста Фернандо де Монтесиноса в его «Памятных сведениях» (1642—1644):

Тогда царь скрыл свои чувства, и совершил великие жертвоприношения и спрашивал Ильятиси Виракочу. Ответ был, что причиной заразной болезни были буквы, и чтобы никто их не использовал и вновь к ним не возвращался, ибо от их использования они должны будут претерпеть наибольший ущерб. Из-за этого Топа Каури установил законом, чтобы под страхом смерти никто не имел бы дела с килькой [quilca], которая была пергаментами и листьями определённых деревьев, на которых они писали, и чтобы никоим образом не пользовались письмом. Этот оракул, его они соблюдали с такой тщательностью, что после этой утраты перуанцы никогда не пользовались буквами, так что когда некоторое время спустя один мудрый амаута изобрёл некие /64/ знаки, его сожгли живьем, и так с тех пор использовали нить и кипо с различиями, как мы увидим.

Он также устроил в Пакаритамбо [Pacaritambo] подобие университета, где знатные заботились об упражнениях в военном деле и о мальчиках. Их обучали способу считать при помощи кипо, добавляя разные цвета, которые служили буквами, из-за чего было облагорожено их маленькое государство.— Фернандо де Монтесинос. «Древние исторические и политические памятные сведения о Перу», Глава 15, с. 64

### Сложение

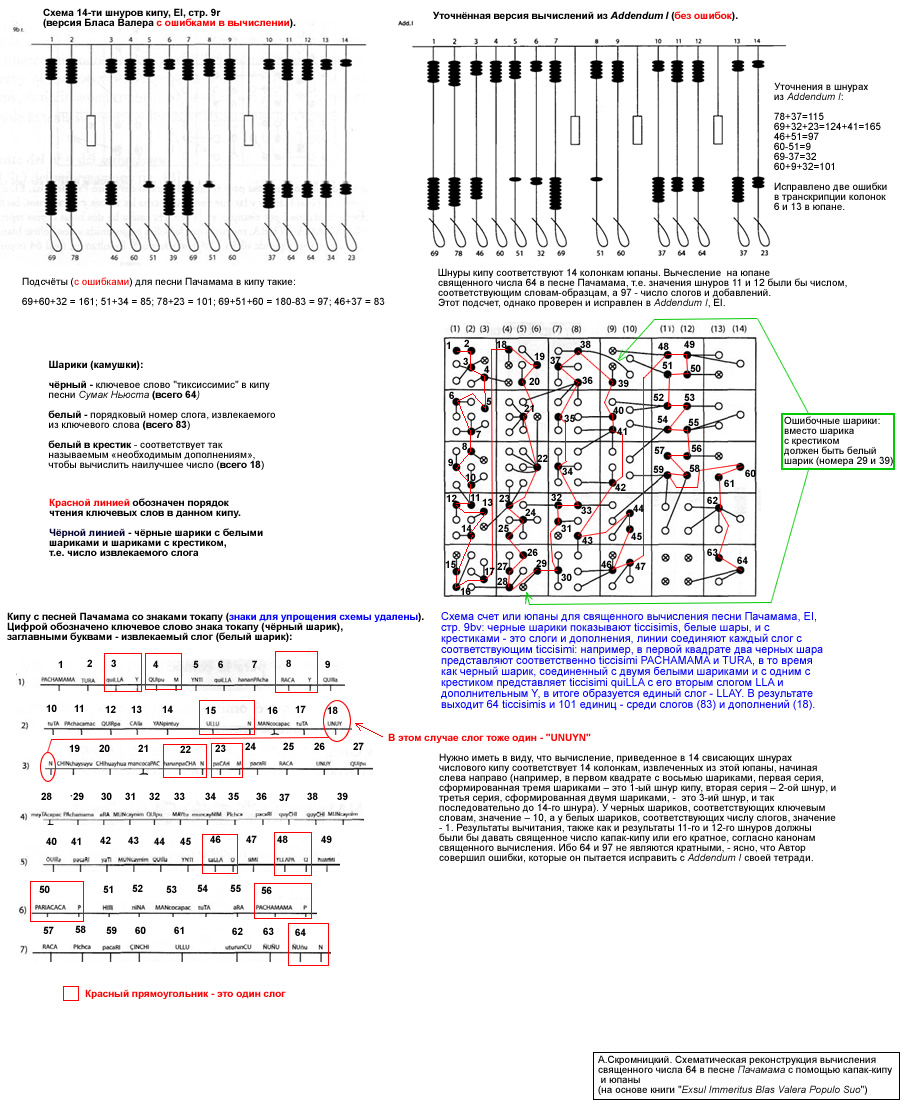
Юпана инков. Песня Пачамама. Дешифровка по книге «Exsul Immeritus Blas Valera Populo Suo», CLUEB, Болонья, 2007 (Схематическая реконструкция А.Скромницкого).

Важное сведение о сложении также представлено Бласом Валера:

Поскольку в прошлом для людей Тауантинсуйу вычисление было благородным искусством, помимо полезности своего назначения, я помню, что кипукамайок разработали мирайпакипу [кипу сложения], которое было лучше, чем юпана, ввиду его удобства для сложения и переноски. Не менее изобретательно, они, вновь и вновь испытывая его, вычислили, что, добавляя всегда одни и те же единицы, удавалось получить один и тот же результат. Следовательно, развивая изобретательность, они обнаружили метод быстро облегчить сложение: в полностью белом кипу, составленном из восьми тонких веревок, они осуществляли сложение от двух до девяти с помощью узлов двух разных цветов. Я воспроизвожу только тонкую верёвку, четвертую по порядку, чтобы показать как изобретательность, так и результат, выделявшийся только кипукамайоком, то есть: у положения узлов, здесь, не было привычного значения, поскольку значение определялось цветом: зеленые — это единицы, красные — это десятки.— Exsul immeritus blas valera populo suo e historia et rudimenta linguae piruanorum. — CLUEB, Bologna, 2007; p. 377

### Умножение
Об умножении в тетради Бласа Валера сохранилась следующая запись:

Все упомянутые кипу рассказывают о сумме и вычитании, но мои предки знали умножение, которое выполнялась при помощи юпаны — она имеет форму глиняных, деревянных или из другого материала счет. Умножение осуществлялось с помощью окрашенных камушков, зерен киноа, и т. п. Юпаной осуществлять вычитание и сложение очень легко, потому что, сочтя её за основу, он похож на кипу со многими тонкими верёвками, в котором квадраты доски соответствуют свисающим тонким верёвкам и камушкам разнообразных цветов и форм в узлах; в самом деле, поскольку в кипу нуль — это тонкая верёвка без узлов, так же и в юпане квадрат остаётся пустым. Точно также легко обстоит дело с умножением, специалистами в котором были кипукамайоки [учётчики кипу] и чурапукен [хранители (кипу)], вносившие итоговые числа частично в кипу.— Exsul immeritus blas valera populo suo e historia et rudimenta linguae piruanorum. — CLUEB, Bologna, 2007; p. 369

## Основные принципы и особенности
Особенности использования базовых чисел и математических понятий:
1. Понятие «чёт» и «нечёт». Для обозначения этой диалектической категории в обычном языке использовались такие слова: «пара вместе»; «четыре вместе с одним»; «один после четырёх»; «один из четверых» (или «принадлежащий четверым/четвёрке»); «больше шести» (из понятия «дважды по три»). Число «4» на самом деле нечётное, поскольку не является целым числом «5», у которого «недостаёт» единицы для полноты, этакой «парности/целостности». Можно добавить, что «чёт» — это первичная категория.
2. Чётность, как целостность. Дуальность. Примеры того, как в обществе инков функционировали чётные явления, видны из того, что было:
• Два правителя Инки, поскольку название правителя Сапай Инка — это не просто «Единственный Инка», как отмечалось и отмечается во многих работах, а «Единственный Инка среди двух, формирующих одну пару».
• Два главных секретаря-кипукамайока.
• Две провинции (вамани) были взаимосвязанными в плане выполнения обязанностей перед государством.
• Две части или «группировки» в каждой провинции или поселении — Анан (Верхняя) и Рурин (Нижняя). В таких частях количество людей было распределено поровну. Долина Куско делилась на две части: Анан Куско (зона холмов, где брали начало небольшие притоки реки Ватанай и откуда вели начало каналы) и Рурин Куско (зона долины, куда от центра на периферию стекали воды по каналам). Граница между ними проходила соответственно естественной гидрологии по реке Ватанай и искусственной гидрологии по оросительным каналам. Такое деление территории было распространено на юге Анд. В Альтиплано возле о. Титикаки народы разделялись на Уркосуйу (кечуа «урко» — гора) и Умасуйу (кечуа «умо» — вода). Последняя находилась ближе к озеру Титикака. Также были более дробные части разделения на Анансайа и Уринсайа — в средине каждой суйу. Существовало в частности и деление на правую/левую части. В селении Мачака в Боливии существовало одновременно деление на верхнюю/нижнюю и правую/левую части. Или же другими словами: земли-воды выше и ниже расположения общины от реки Десагуадеро, являющейся одной из её границ. В Куско существовали даже чиновники, которые отвечали за размежевания: один в Анан Куско, второй — в Рурин Куско.
• В Куско существовало два храма Солнца: 1) Саксайуаман, принадлежащий Анан Куско и всей Империи, и 2) Кориканча, принадлежащий Урин Куско и собственно городу.
• Существовала в империи полиция, которая смотрела, не совершаются ли преступления. Таких чиновников было много, и для них было два особых места (в Куско). Соответственно было две тюрьмы в Куско для пожизненного заключения.
• Жители общины айлью Льакаус (с. Отуко, Кахатамбо) считали, что у человека существует две сунку или камакин («душа/дух»): одна — дух первопредка социально-этнической группы (общины), а вторая — её собственная душа. Камакин имела свою пакарину («место происхождения»), от которой вела свой род община.
3. Число «три» имело отображение в обществе в виде:
• Трёх уровней для общин (айлью): «объединение» сайа/суйу делилось в свою очередь на три айлью или патака/пачака, каждая с которых имела три уровня — Малько/Кольана (обозначал группировку инков), Пасана/Пахана/Пальана/Пайан (смешанная группировка, которая возникла как результат союза инков и не-инков) и Кайао (население, завоеванное инками). Это было деление власти на три составных — правители, среднее звено, подчинённые.
• В храме Куриканча было три жреца: Апу Рупака, Авки Чалько Юпанки, Апу Камак.
• В языке кечуа, который был лингвой-франка в империи, есть лишь три гласных: a, i, u.
• В судопроизводстве было 3 уровня наказаний: лёгкое моральное или телесное, тяжёлое телесное и смертная казнь.
4. Число «четыре» мы видим в таких общественных проявлениях:
• Четыре суйу или «объединённых провинции», во главе с четырьмя управляющими. Две объединённых провинции — Чинчайсуйу и Антисуйу относились к общине Анансайа, а две — Кунтисуйу и Кульасуйу — к Уринсайа. Управитель Суйуйук Апу, или Капак, или Капак Апу, или Апукуна, или Апукурака — глава одной из четверых «объединённых провинций империи»; верховные правители провинций; 4 советника Инки; «большие гранды».
• Четыре ревизора в каждой из «объединённых провинций».
• Линии-секе, или направляющие, образовывали 4 сектора или стороны пространства, с точкой выхода из храма Куриканча в столице Куско.
5. Число «пять» (пичка), которое было, по всей видимости, базовым целостным/чётным числом, в современном языке кечуа может называться «старое четыре», «предыдущее четыре», «устаревшее четыре», «такое, что идёт за [числом] четыре» (tawaq ñawpaqin). Слово ñawpaq как раз и играет роль этого «старого/того, что осталось» числа. Ньявпа — это и прошлое и то, что находится позади (категория времени и пространства одновременно). Какое же место число «пять» находило себе в общественных процессах и явлениях? Примеров тому много:
• В миссионера Доминго де Санто Томаса (1560) названия пальцев шли по принципу: «старший/старейший палец» и «следующий за ним» (1-й и 2-й), «средний палец и следующий за ним» (3-й и 4-й), то есть идут как пары, а потом — «младший» (5-й палец), как бы отдельно.
• Пять айлью/панак Анан Куско контролировали главные оросительные каналы Анан Куско, а пять айлью/панак Рурин Куско контролировали главные каналы Рурин Куско. В каждой «половине» было 3 айлью для одной из суйу и 2 айлью для другой суйу. Система линий-секе выполняла функцию официального плана районов оросительных каналов и административных районов для всех айлью.
• Игральная кость «чанка» или «пичка» служила для прогнозирования благоприятного или неблагоприятного исхода дел, ответа на вопрос к ваке, а также для определения, является ли конопа — обнаруженный в поле камень (або чанка/марко — каменный идол, похожий на пенаты, то есть толкователь старшего идола — ваки) вакой для индейца (или его богом-пенатом). То есть числа на кости служили мерой для определения божественности/обычности любого предмета. В пичку играли в период пакарикук, через пять дней после смерти человека. После того как прошло 5 дней, душа умершего возвращается за пищей, которую ему приготовили его родственники, которые также мыли одежду умершего в реке (то есть вода здесь объединяется мифологически с миром мёртвых).
• Куско был спланирован по схеме 5 (айлью/панак) × 2 (половины) = 10 (административно-территориальных единиц).
• Всего существовало 5 Сапа Инков и лишь за 95 лет.
6. Порядок счёта на пальцах/«подсчёта социальных групп айлью» делался так: сначала считается правая рука/сторона от 1 до 5, потом левая — от 6 до 10. Главное/Верхнее Айлью (Анансайа — то есть «объединение» у инков) садилось всегда по правую сторону, а Нижнее айлью (Руринсайа) — слева, и оно было подчинённым Верхнему. Наименьший палец левой руки — является последним в счёте на пальцах, то есть числом «10». Также это можно представить в модели: старший или число «1», и младший или число «5». В то время как «мама» = 1 «uj» (один), или «uj kaq» (первый).
7. Система «вилы» с ответвлениями и отверстиями. В пятижильных вилах четыре отверстия, и они также называются «пятипалыми» или «мать-вилы». То есть вилы — это как бы рука. Система ответвлений/отверстий/четности. «Мать» (mama) — это единое целое, единица.
8. Названия рук: «десятка» — это «пять и пять».
9. Число «12» — дюжина, было задействовано для формирования:
• «Совета 12 Великих». Советники, или «Великие» — это были 6 представителей из Руринкуско и 6 — из Ананкуско. Они принимали в назначенном месте и занимались всеми гражданскими и уголовными делами.
• Также известно, что правитель Инка направлял инспектора рунайпачакака («тот, что выравнивает») в делах подсчёта людей за шестью/двенадцатью демографическими разрядами и того, каким был прирост населения. Такой чиновник увеличивал размер пачак (сотен) и варанок (тысяч) из тех людей, которые были выявлены при выяснении фактического прироста населения.
10. Число 15 это: дважды по пять плюс четыре (5 + 5 + 4).
11. Названия цветов радуги обозначались практически числами: тёмно-фиолетовый — «мама»/«верхняя вещь», коричневый — «нижняя вещь», жёлтый — «следующая», зелёный — «следующая», розовый — «следующая», бледно-жёлтый — «последняя» (как цвет, который теряет насыщенность цвета). Вывод: «мама» — начало как цветам, так и числам.
12. Понятие сотни — pachaq — воспринималось не как 1 с двумя нулями, то есть «1.0.0», а как единица, представленная сто раз (1+1+1+…1).
13. 40000 — такую численность плательщиков подати в идеале имела провинция-вамани.
Следует сказать, что чаще других в общественной жизни использовались числа 1, 2, 3, 4, 5, 10, 15, 40, 100. Первые пять были базовыми для счёт инков — юпаны. Поэтому необходимы дальнейшие исследования в области, собственно, дешифровки юпаны и того, как делались вычисления на ней, поскольку это подтвердит или опровергнет взаимосвязь с использованием счёт в повседневной жизни инков. Довольно удачные попытки такой дешифровки были сделаны в 2010 году Александром Бондаренко (Санкт-Петербург, Россия). Им же была опровергнута дешифровка итальянца Николино де Паскуале (2000), считавшего, что основой юпаны было число 40. Однако этот вопрос нуждается в дальнейших и тщательных исследованиях.

## Счёт

### Юпана

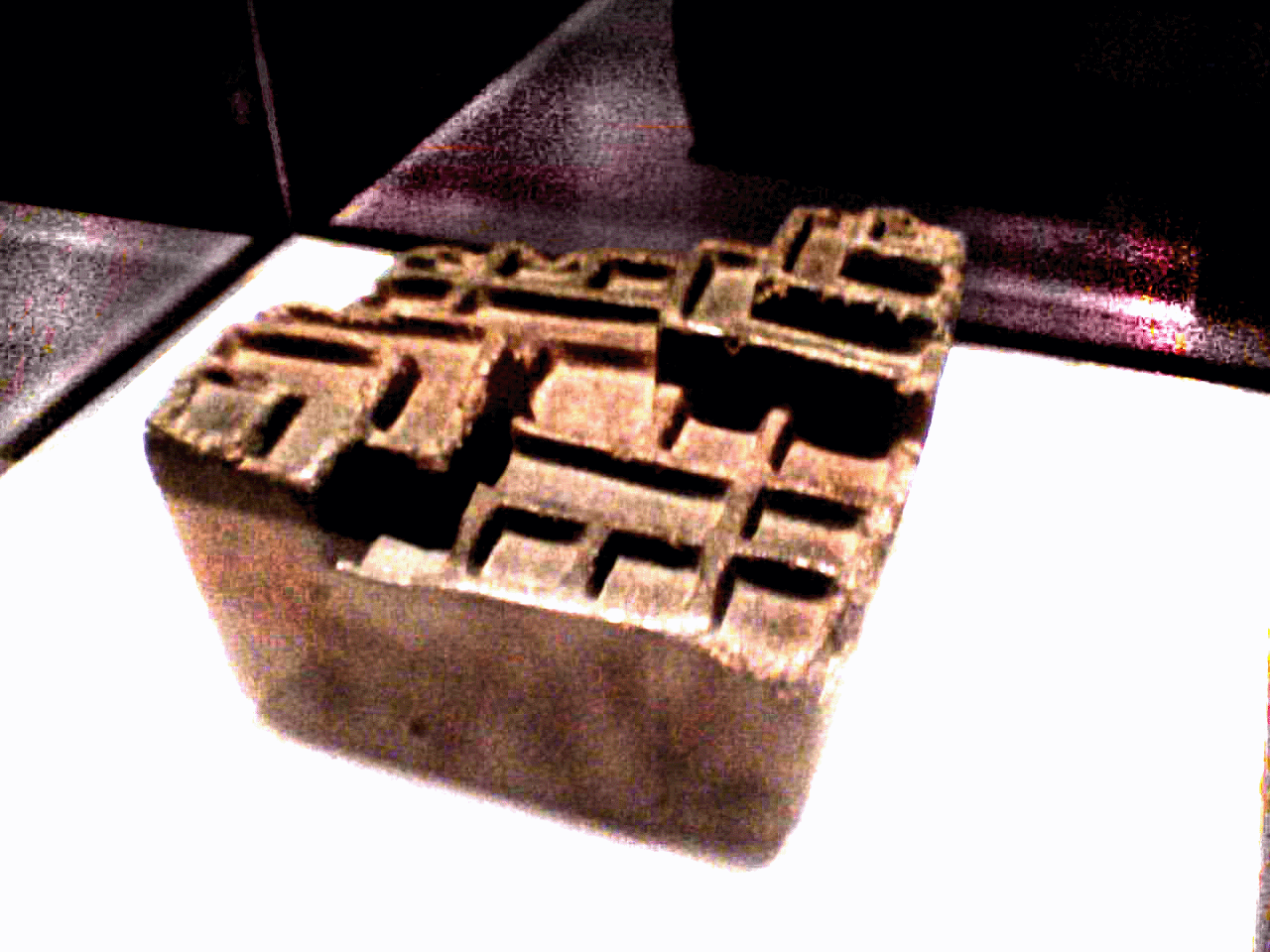
Юпана

#### Геоюпана
Геоюпана представляла собой трёхмерную модель местности. Сведения о ней известны, как из археологических раскопок, так и из тетради Бласа Валера:

Мудрецы знают, что юпана — это [про]образ Пачамамы, символически сплетённый uru [пауком] своими двумя раздвоенными лапками. О народ Тауантинсуйу, таким образом мудрец спускает с неба в юпану при помощи белых, черных и разноцветных камней, десятки, единицы, ключевые слова, слоги и украшения [оформление]. О народ Тауантинсуйу, после того, как мудрец вдохновился словами Божества, упорядочив и построив своё селение [построенное] из камней на юпане, он сообщает число камней, выстроенных в каждом ряду, и воспроизводит эти ряды в тонких свисающих верёвках [кипу], завязывая [их] снова. Следовательно: I) слоговое кипу — это музыка, нисходящая из Hananpacha (Ананпача — Верхний мир-время) через тростниковые [трубки] muncaynim [свирели]; II) юпана — это Пачамама со своими мужскими и женскими ваками, где мудрец должен словить amaru [змея], великого разрушителя; и III) превратить его [змея], в виде тонких свисающих веревок, в жизненный дух [дуновение, дыхание], исходящее из этих же тонких свисающих веревок, а они [в свою очередь] превращаются в звук Praequepa [то есть буцина — боевая труба у древних римлян]. Таким образом гармония природы поддерживает и свою силу, и своё равновесие.— Exsul immeritus blas valera populo suo e historia et rudimenta linguae piruanorum. Indios, gesuiti e spagnoli in due documenti segreti sul Perù del XVII secolo. A cura di L. Laurencich Minelli. — CLUEB, Bologna, 2007; p. 394

### Кипу

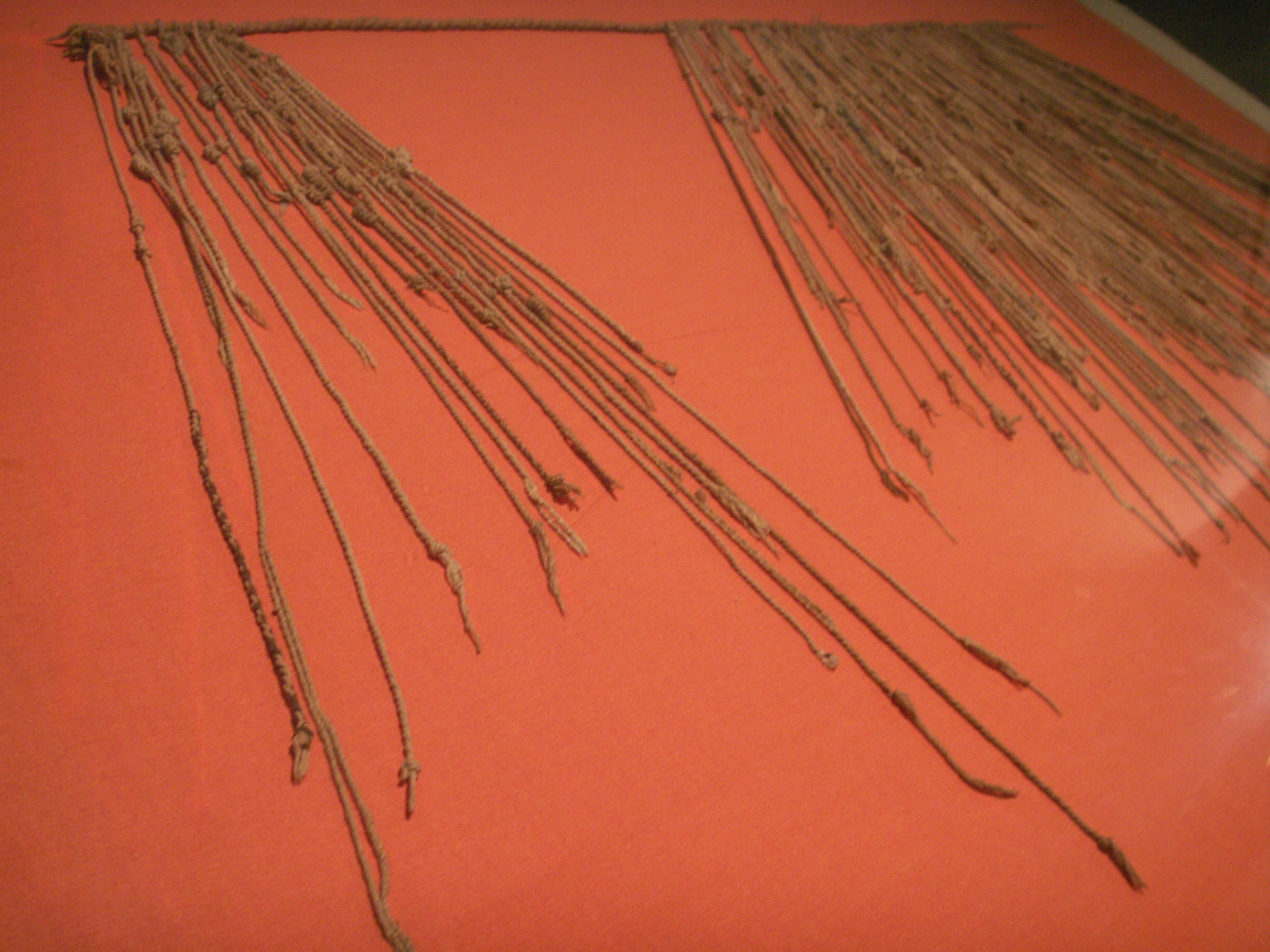
Кипу — основа административного управления в Империи инков.

Ки́пу (кечуа khipu -> исп. quipu — «узел», «завязывать узлы», «счёт»; айм. chino — чино) — древняя мнемоническая и счётная система (в связке со счётным устройством юпаной) инков и их предшественников в Андах, своеобразная письменность: представляет собой сложные верёвочные сплетения и узелки, изготовленные из шерсти южноамериканских верблюдовых (альпака и ламы) либо из хлопка. В кипу может быть от нескольких свисающих нитей до 2000. Она использовалась для передачи сообщений посыльными часки по специально проложенным имперским дорогам, а также в самых разных аспектах общественной жизни (в качестве календаря, топографической системы, для фиксации налогов и законов, и др.). Один из испанских хронистов (Хосе де Акоста) — писал, что «вся империя инков управлялась посредством кипу» и никто не мог избежать тех, кто проводил подсчёты с помощью узлов.
Несомненно, исчисление времени также осуществлялось и регистрировалось при помощи кипу, как заметил американский исследователь Гари Уртон, и, похоже, в связке с юпаной — счётами.

#### Арифметически вычисления с помощью кипу

##### Сложение и вычитание
Производить такие арифметические операции как «сложение и вычитание с помощью кипу почти так же легко, как это делается арабскими цифрами на листе бумаги». Уже в первых словарях языка кечуа было зафиксировано слово quipuni — считать по узлам. Так, суммирование чисел 352, 223 и 324 производится завязыванием узлов на нитях в соответствующих местах и горизонтальным «прочтением» справа налево или наоборот.
| 1-я нить | 2-я нить | 3-я нить | 4-я нить (сумма) |
| -------- | -------- | -------- | ---------------- |
| 3        | 2        | 3        | 8                |
| 5        | 2        | 2        | 9                |
| 2        | 3        | 4        | 9                |

Аналогично с вычитанием. Если сложение даёт в одном горизонтальном ряду число большее, чем 9, например, 11, то десятка в виде 1-го узла переносится на верхний горизонтальный ряд. Данные операции, однако, производились на юпане, поскольку узлы в кипу делались так, что развязать их было непросто, то есть кипу — показывало и само вычисление и его результат, в то время как юпана — либо только исходные данные либо их результат.

## Измерения и вычисления

### Универсальное средство измерения
У инков существовало универсальное «средство измерения любой вещи» — тупу.
Термин тупу, ввиду своей универсальности, образовывал и философские, абстрактные понятия:
- Tupuyoc — измеряемый предел, конец (мира).
- Mana tupuyock или tupunnak — бесконечность, недостижимое, безмерное.[40]

### Календарные вычисления
Календарь инков состоял из солнечного и лунного астрономических календарей, применявшихся цивилизацией инков в доколумбовой Америке. Календарный год — из 12 месяцев по 30 дней в каждом — назывался уата или вата (кечуа wata) и мара (айм. mara) и состоял из 360 дней плюс дополнительные. Существовал у инков и ритуальный календарь из 328 дней, который коррелировался с помощью солнечного календаря с периодом исчезновения Плеяд на 37 дней (328 + 37 = 365 дней). Этот календарь состоял из месяцев, имевших различное количество дней: от 2 до 10; от 30 до 31; 41 или 42; 60 или 61; или 178 дней.

### Астрономические измерения

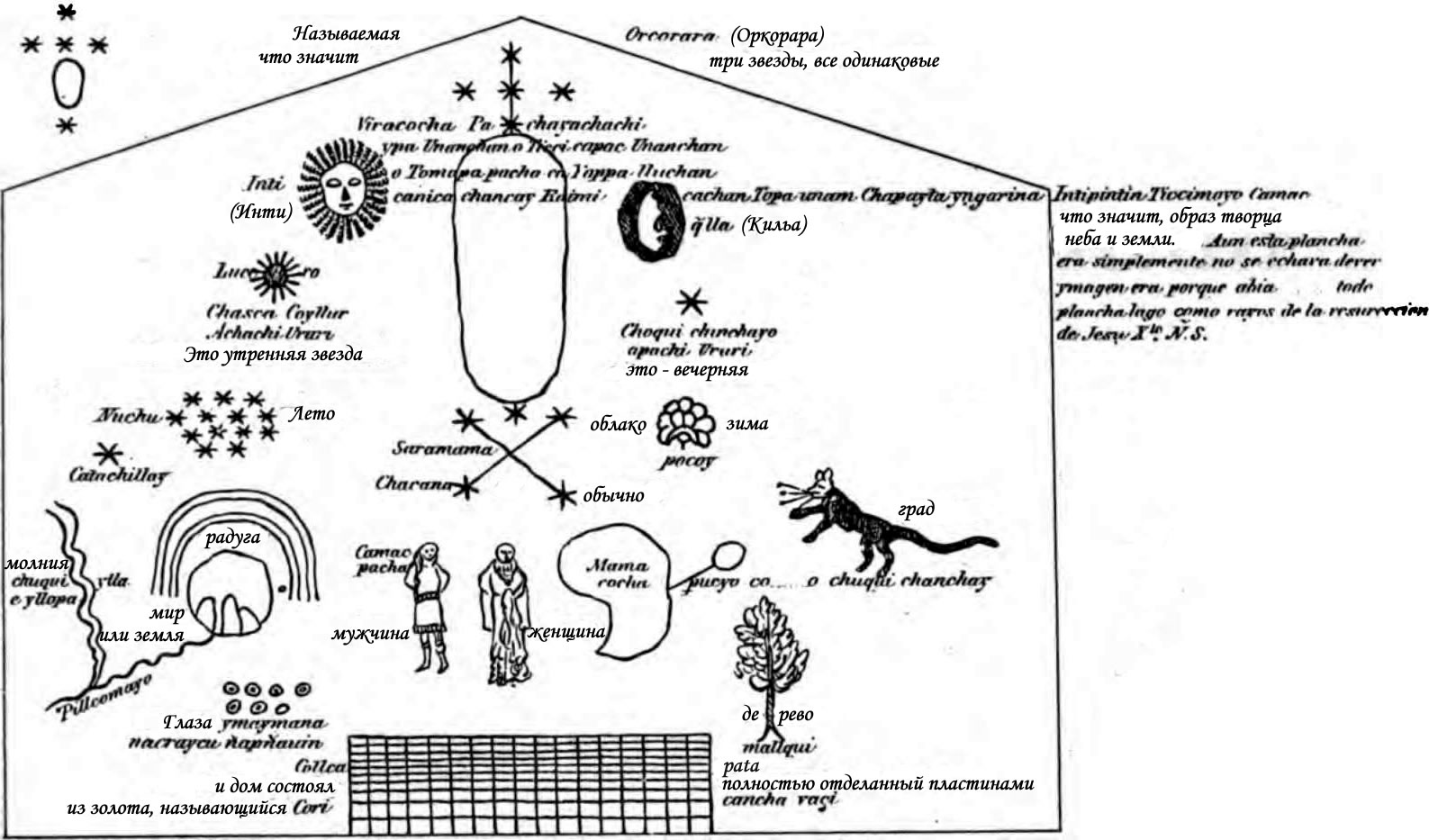
Пачакути Ямки. Космология инков на языке кечуа. Испанские слова на изображении переведены на русский.

Инкская астрономия отличалась своеобразием: наблюдение велось не только за звёздами, но и за межзвёздными тёмными «созвездиями». Сохранилось немного сведений о познаниях как самих инков, так и подчинённых ими народов, ввиду игнорирования и незнания испанскими завоевателями местных систем кодирования информации кипу, токапу, келька, до сих пор оставшихся не дешифрованными. Между современными представлениями народов кечуа и аймара и древней астрономией всё же сохранилось отношение преемственности.

#### Измерения и инструменты

##### Небесные явления
Как писал историк Бернабе Кобо в своей «Истории Нового Света», что как и у всех народов, учёт времени у народов Перу осуществлялся благодаря наблюдению за Солнцем и Луной, а также за планетами и звёздами. Движение Солнца вокруг Мира за день позволяло отличать день от ночи, а движение Солнца между обоими Тропиками — чтобы вести учёт годам. Солнечный год они определяли по солнцестояниям. А движения Луны — для вычисления месяцев. Началом года было зимнее солнцестояние — 23 декабря. Високосных лет, по Кобо, инки не знали, но Акоста замечает, что одни говорили, будто знали индейцы високосные года, другие — не знали.
Индейцы в середине XVI века говорили, что великих небес — четыре. Возможно, имеется в виду деление неба на 4 части: по Млечному Пути и поперёк его.
Наблюдали и за иными небесными объектами: кометами, метеорами.

#### Каменные столбы
Измерения велись по размещённым на холмах и пригорках возле Куско столбам или камням: два на Восток от города, и два — на Запад. Через них выходило и садилось солнце, когда оно достигало Тропика Рака и Козерога. Два камня, по которым определялось начало зимы, назывались Пукуй-Суканка; два других, обозначавших начало лета, назывались Чирав(?)-Суканка.
У Хосе де Акосты упоминается о 12 столбах. Он их называет Succanga.. Антонио де ла Каланча приводит сведения о 8 столбах с восточной стороны и 8 столбах с западной.
Похоже, что уже в середине XVI века, после завоевания испанцами, эти столбы в Куско были заброшены и наблюдение за ними прекратилось или ослабевало.

#### Линии «секе» и ваки

##### Секе
Уникальным изобретением народов Перу были линии секе (кечуа ceques — линия, черта), представлявшие собой воображаемые линии-направляющие, то есть векторы, исходившие из храма Кориканча в Куско во все стороны Империи Инков, а именно — к священным местам — вакам. Линии были тесно связаны не только с географией и геометрией, но также и с астрономией и социумом, поскольку каждая вака соединялась в представлении андских народов также с небесными телами: чёрными туманностями, звёздами и планетами; а также с социальными группами. В основном это были линии связанные с паломничеством.
Время, действительно, до такой степени являло собой единение с пространством, занятым человеком, что «ceques», линии, выходившие из центра Инкского мира, города Куско, позволяли определить не только социальные группы и 328 Вак, помечающих ритуальный календарь Инков из 328 дней, но также некоторые из них кодифицировали астрономические обсерватории, указывая место некоторых знаменательных солнечных и лунных позиций.

##### Ваки
Инки наделяли сверхъестественными силами самые разнообразные предметы, природные явления, места и даже горы, которые до сих почитают некоторые перуанские крестьяне. Такие своеобразные святыни они называют одним общим словом — «вака» (святое место).
В Куско ваки вместе со столбами, по которым вёлся календарь инков, составляли число 350.
Согласно Докладу королю Испании, составленного губернатором Франсиско де Борха 8 апреля 1615 года, у индейцев Перу было 10422 идола, из них 1365 мумий, и некоторые являлись основателями их родов, племён и селений. Также известно, что в некоторых провинциях было более 300 вак, например, в провинции Гуамачуко.
Испанский священник и летописец отец Бернабе Кобо заметил, что инки не делали различия между земным и небесным. Термин «вака», по его словам, они «применяли по отношению ко всем святым местам, предназначенным для молитв и жертвоприношений, как и ко всем богам и идолам, которым поклонялись в таких местах». Он составил список 350 вака, в нём фигурировало все — от гор, скал, источников до древних гробниц и полей сражений, на которых императоры покрывали себя неувядаемой славой. И это только в одном районе Куско. Отец Кобо также описал, что они из себя представляли: они располагались вдоль целой серии линий, называемых «секе», которые исходили из одного определённого места, Кориканчи, расположенного в самом сердце Куско. Каждая из таких секе, вместе со всеми своими вака, становилась предметом забот и исключительной ответственности определённого клана, который ухаживал за этим местом и по торжественным случаям приносил жертвоприношения.
Археологи подметили, что места расположения некоторых вака связаны с восходом и заходом солнца по определённым дням и поэтому они могли служить своеобразным ритуальным календарём. Но такой вывод, как и прочие заключения о культуре, не оставившей после себя никаких письменных памятников, остаётся лишь догадкой.

### Первичные источники
В хронологическом порядке:
- Херес, Франсиско де. Завоевание Перу и провинции Куско. www.vostlit.info (Восточная литература). — Отрывки. Дата обращения: 28 сентября 2009.
- Педро Сьеса де Леон. Хроника Перу. Часть Первая. www.kuprienko.info (А. Скромницкий) (24 июля 2008). — пер. А.Скромницкий. Дата обращения: 27 сентября 2009.
- Педро Сьеса де Леон. Хроника Перу. Часть Вторая: Владычество Инков. www.kuprienko.info (А. Скромницкий) (14 января 2009). — пер. А.Скромницкий и Valery Melnikoff. Дата обращения: 27 сентября 2009.
- Педро Сьеса де Леон. Хроника Перу. www.vostlit.info (Восточная литература). — отрывки в пер. Шишовой. Дата обращения: 28 сентября 2009.
- Хуан де Бетансос, 1516—1576, «Повествование и Общее количество Инков», 1551.
- Овьедо-и-Вальдес, Гонсало Фернандес де. Всеобщая и естественная история Индий. www.vostlit.info (Восточная литература). Дата обращения: 28 сентября 2009.
- Лас Касас, Бартоломе де. Кратчайшее сообщение о разрушении Индий. www.vostlit.info (Восточная литература). Дата обращения: 28 сентября 2009.
- Лас Касас, Бартоломе де. История Индий. www.vostlit.info (Восточная литература). Дата обращения: 28 сентября 2009.
- Сарате, Агустин де. История открытия и завоевания Перу. www.vostlit.info (Восточная литература). — Отрывки. Дата обращения: 28 сентября 2009.
- Хуан Поло де Ондегардо-и-Сарате. Заблуждения и суеверные обряды индейцев, извлечённые из трактата и расследования, сделанного лиценциатом Поло (1559). www.kuprienko.info (А.Скромницкий) (3 января 2010). — Доклад по вопросам верований индейцев Перу; освещены вопросы астрономии. Дата обращения: 3 января 2010.
- Анонимный автор. Доклад о религии и обрядах Перу, составленный первыми священниками Августинцами, направившимися туда для обращение местных жителей в христианство (1560). www.kuprienko.info (А.Скромницкий) (28 сентября 2009). — Религия Анд. Мифология Инков и жителей Вамачуко (Центральное Перу). Дата обращения: 28 сентября 2009.
- Титу Куси Юпанки. Документы Диего де Кастро Титу Куси Юпанки (1565-1570). www.kuprienko.info (А.Скромницкий) (29 ноября 2009). — Документы за 1565-1570 гг., связанные с Титу Куси Юпанки, являвшегося предпоследним правителем Инков. Дата обращения: 29 ноября 2009.
- Гарси Диес де Сан-Мигель. Отрывки из его «Доклада» (1567). www.kuprienko.info (А.Скромницкий) (22 ноября 2009). — Опрос правителей провинции Чукуито (окрестности озера Титикака) в регионе Кольясуйу, а также правителей селений (Южное Перу и Боливия). Дата обращения: 22 ноября 2009.
- Поло де Ондегардо, Хуан. «Инструкция по борьбе с церемониями и обрядами, применяемыми индейцами со времён их безбожия» (1567). www.kuprienko.info (А.Скромницкий) (3 января 2010). — Доклад по вопросам верований индейцев Перу. Дата обращения: 3 января 2010.
- Поло де Ондегардо, Хуан. Доклад о происхождении Инков, и о том, как они расширили свои завоевания (1572). www.kuprienko.info (А.Скромницкий). — Религия Анд. Религия Инков, их законы, история. Дата обращения: 28 сентября 2009.
- Сармьенто де Гамбоа, Педро, 1532—1592, «История Инков», 1572.
- Молина, Кристобаль де. Доклад о Сказаниях и Обрядах Инков (1575). www.kuprienko.info (А.Скромницкий). — Религия Инков, их история. Дата обращения: 28 сентября 2009.
- Акоста, Хосе де
- Инка Гарсиласо де ла Вега. История государства Инков. www.vostlit.info (Восточная литература). Дата обращения: 28 сентября 2009.
- Авила, Франсиско де. Боги и люди Варочири (1608). www.kuprienko.info (А.Скромницкий). — Религия Анд. Мифология и легенды Инков и жителей Варочири (Центральное Перу). Дата обращения: 28 сентября 2009.
- Гуаман Пома де Айяла, Фелипе, «Первая Новая Хроника и Доброе Правление», 1615.
- Блас Валера, 1545—1597, «Невиновный изгнанник Блас Валера своему народу Тауантинсуйу» (пер. А.Скромницкий), — Киев, 2008.
- Муруа, Мартин де, «Общая История Перу».
- Монтесинос, Фернандо. Древние Исторические и Политические Памятные Сведения о Пиру. www.kuprienko.info (А.Скромницкий). — пер. В.Талах. Дата обращения: 28 сентября 2009.
- Acosta J. Historia natural y moral de las Indias. Biblioteca de Autores Españoles, n.73, Atlas, Madrid, 1954 [1590].

### Книги
- Купрієнко С.А. Суспільно-господарський устрій імперії інків Тавантінсуйу : автореф. дис. на здобуття наук. ступеня канд. істор. наук : 07.00.02. (укр.) / Купрієнко Сергій Анатолійович ; КНУ імені Тараса Шевченка. — Киев: ЛОГОС, 2013. — 20 с.
- Куприенко С.А. Источники XVI-XVII веков по истории инков: хроники, документы, письма / Под ред. С.А. Куприенко.. — Киев: Видавець Купрієнко С.А., 2013. — 418 с. — ISBN 978-617-7085-03-3.
- Пачакути Йамки Салькамайва, Куприенко С.А. Доклад о древностях этого королевства Перу / пер. С. А. Куприенко.. — Киев: Видавець Купрієнко С.А., 2013. — 151 с. — ISBN 978-617-7085-09-5.
- Талах В.Н., Куприенко С.А. Америка первоначальная. Источники по истории майя, науа (астеков) и инков / Ред. В. Н. Талах, С. А. Куприенко.. — Киев: Видавець Купрієнко С.А., 2013. — 370 с. — ISBN 978-617-7085-00-2.
- Купрієнко C. А. Імперія інків. Кіпу з Чупачу: організація праці, календар і чисельність населення. (укр.) // Дні науки історичного факультету-2012: Матеріали V Міжнародної наукової конференції молодих учених. – Вип. V: у 7-х част. : журнал. — Киев, 2012. — Вип. V. — С. 19–21.
- Талах В. Н., Куприенко C. А. Календарь доколумбовых индейцев Анд по сведениям Фернандо де Монтесиноса и Бласа Валеры // Проблемы истории, филологии, культуры : журнал. — Москва-Магнитогорск-Новосибирск, 2013. — Вып. 1 (39). — С. 65-75. — ISSN 1991-9484. Архивировано 28 мая 2016 года.

### Исследования
- Попова Г. Н. «Математическая культура древнего Перу», — Петербург, изд. «Сеятель», 1923.
- Gary Urton, Primitivo Nina Llanos. The Social Life of Numbers: A Quechua Ontology of Numbers and Philosophy of Arithmetic. — Austin: University of Texas Press, 1997. — 267 с. — ISBN 0292785348, 9780292785342.
- Ibarra Grasso, Dick Edgar. Ciencia astronomica y sociologia incaica. — La Paz: Editorial Los Amigos del Libro, 1982. — 439 с. — (Enciclopedia boliviana). — ISBN 8483700166.

- Espinoza Soriano, Waldemar (1997). Los Incas, economía, sociedad y estado en la era del Tahuantinsuyo. Lima: Amaru Editores.
- Muxica Editores (2001). Culturas Prehispánicas. Muxica Editores. ISBN 9972-617-10-6.
- Editorial Sol 90 (2003). Historia Universal: América precolombina. Editorial Sol 90. ISBN 9972-891-79-8.
- Fedriani Martel, Eugenio; Tenorio Villalón, Ángel (2004), «Los sistemas de numeración maya, azteca e inca». В книге Lecturas Matemáticas. Volumen 25 (2004), с. 159—190.
- Rostworowski, María (2004), «Incas». En Enciclopedia Temática del Perú. Lima: Orbis Ventures. ISBN 9972-752-01-1
- Exsul immeritus blas valera populo suo e historia et rudimenta linguae piruanorum. Indios, gesuiti e spagnoli in due documenti segreti sul Perù del XVII secolo. A cura di L. Laurencich Minelli. — CLUEB, Bologna, 2007; br., pp. 590. ISBN 978-88-491-2518-4